# Яковлев, Антон Иванович
Антон Иванович Яковлев (2 (15) января 1914, Константиновка, Екатеринославская губерния — ?) — советский футболист, полузащитник, тренер.
Выступал за клубы «Динамо» Ворошиловск (1935), команда завода им. Фрунзе / «Сталь» Константиновка (1936—1938), «Стахановец» Сталино (1939—1940), «Профсоюзы-1» Москва (1941), «Торпедо» Москва (1944—1948), «Торпедо» Горький (1949).
Финалист Кубка СССР 1947.
Участник Великой Отечественной войны.
Тренер в клубе «Металлург» Днепропетровск (1956). Работал старшим тренером в клубах «Шахтёр» Кадиевка (1950—1952, 1957), «Трудовые резервы» Курск (1958—1959), «Луч» Владивосток (1959—1961), «Спартак» Смоленск (1962—1964).